# Aleuritopteris argentea
Aleuritopteris argentea är en kantbräkenväxtart som först beskrevs av Gmel., och fick sitt nu gällande namn av Fée. Aleuritopteris argentea ingår i släktet Aleuritopteris och familjen Pteridaceae. Utöver nominatformen finns också underarten A. a. obscura.